# Trupanea plaumanni
Trupanea plaumanni är en tvåvingeart som först beskrevs av Erich Martin Hering 1940.  Trupanea plaumanni ingår i släktet Trupanea och familjen borrflugor. Inga underarter finns listade i Catalogue of Life.